# Centro de Desarrollo Tecnológico de la Universidad de Cantabria
Centro de Desarrollo Tecnológico de la Universidad de Cantabria (CDTUC) es un parque científico y tecnológico e incubadora de empresas situado en la Universidad de Cantabria. Cuenta con una superficie de 6500 m² distribuidos por diferentes zonas del campus universitario.

## Historia
El CDTUC es el primer parque científico tecnológico de la región. Construido en 1999, promueve la colaboración universidad-empresa y la transferencia de resultados de investigación de los grupos de I+D+i.
Se trata de un espacio destinado a empresas de base tecnológica, a las que se les presta un servicio completo desde el momento en el que se conciben. La colaboración empieza por el asesoramiento a emprendedores, que en caso de proponer proyectos que encajen con los criterios establecidos y mantengan acuerdos con grupos de investigación.
Desde el 2001 la gestión del parque la realiza la Fundación Leonardo Torres Quevedo.